# The Strokes
A The Strokes egy 1998-ban alakult amerikai indie rock együttes. Az első nagylemezük, amely szerepel a Rolling Stone magazin "Minden idők 500 legjobb albuma" listáján, 2001-ben jelent meg Is This It címmel, melyet azóta további öt követett. 2019-ben szivárgott ki, hogy a zenekar az új, hatodik stúdióalbumán dolgozik, ami The New Abnormal néven 2020. ápr.10-én jelent meg.

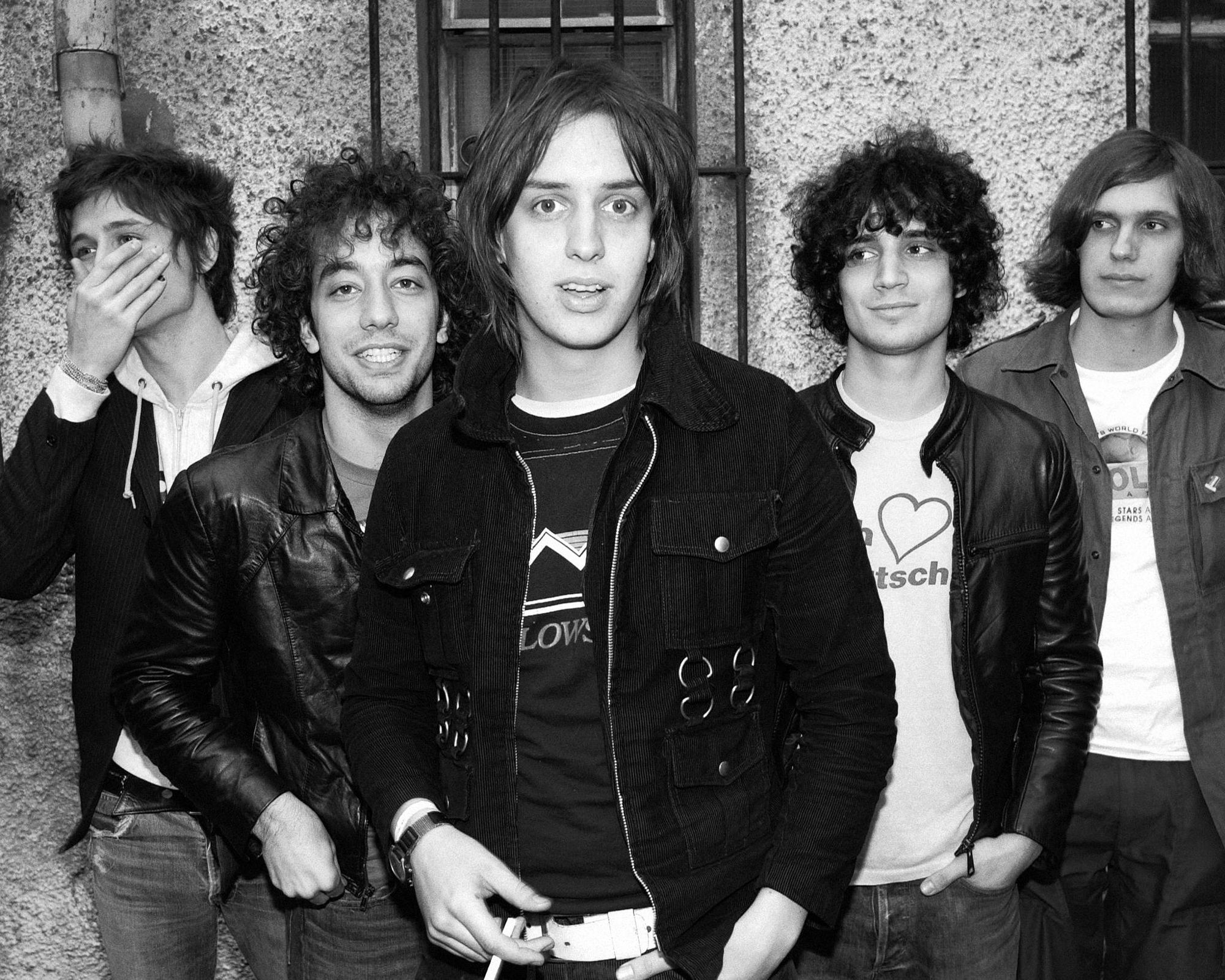
The Strokes 2002-ben

## Tagok
- Julian Casablancas – vokál
- Nick Valensi – szólógitár
- Albert Hammond, Jr. – ritmusgitár
- Nikolai Fraiture – basszusgitár
- Fabrizio Moretti – dob

## Diszkográfia

### Nagylemezek
Is this It (2001)
Room On Fire (2003)
First Impressions of Earth (2006)
Angles (2011)
Comedown Machine (2013)
The New Abnormal (2020)

### Kislemezek
Is This It (2001)
·        The Modern Age EP (2001)
·        Hard to Explain (2001)
·        Last Nite (2001)
·        Someday (2001)
Room on Fire
·        12:51 (2003)
·        Reptilia (2004)
·        The End Has No End (2004)
First Impressions of Earth
·        Juicebox (2005)
·        Heart in a Cage (2006)
·        You Only Live Once (2006)
Angles
·        Under Cover of Darkness (2011)
·        Taken for a Fool (2011)
Comedown Machine
·        One Way Trigger (2013)
Future Present Past EP (2016)
The New Abnormal
·        At The Door (2020)
·        Bad Decisions (2020)

## Külső hivatkozások
- Az együttes hivatalos honlapja